# San Juan

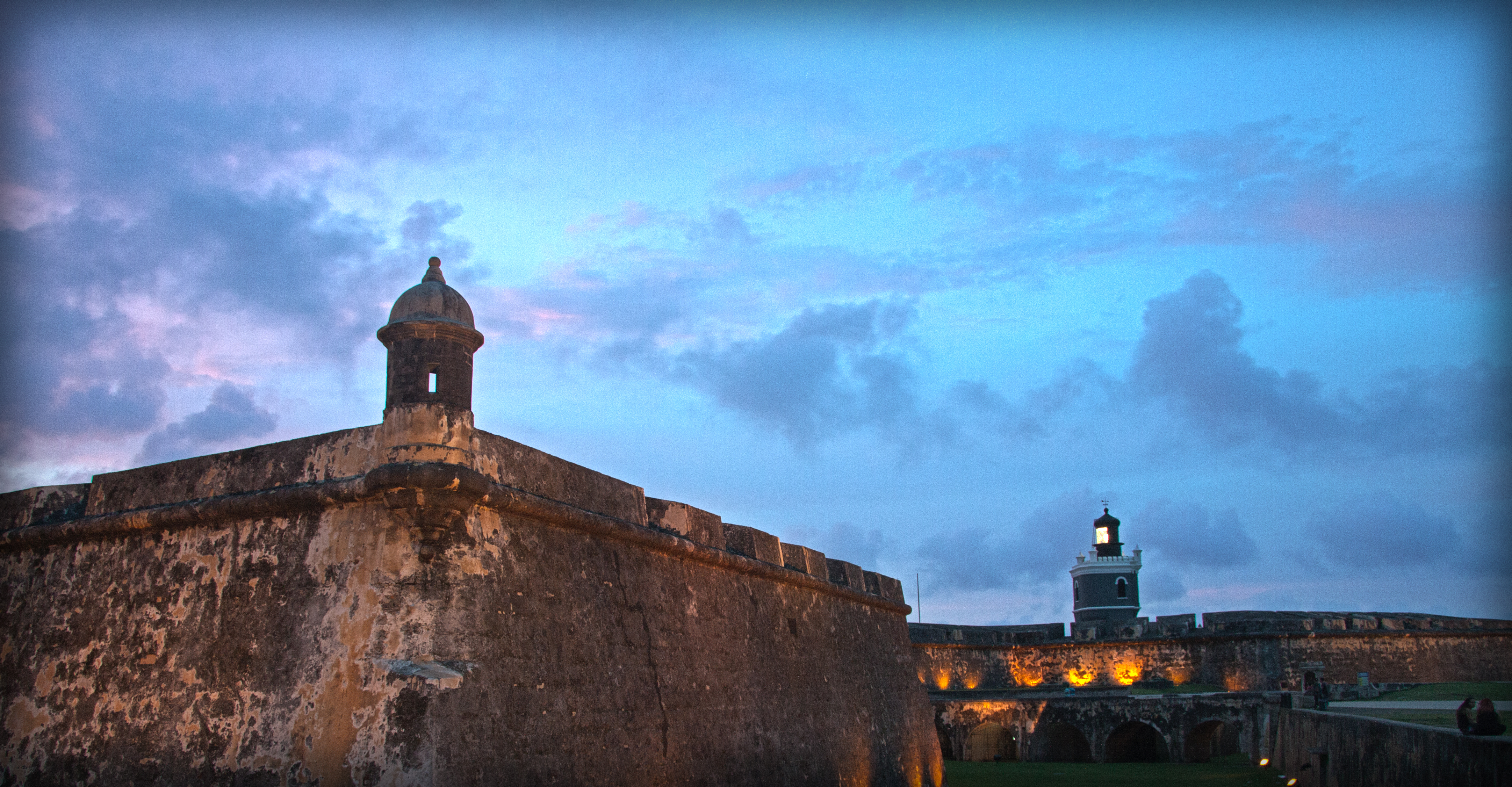
Castillo del Morro

San Juan – stolica Portoryko, wolnego państwa stowarzyszonego ze Stanami Zjednoczonymi. Miasto jest położone w północno-wschodniej części wyspy Portoryko, nad Oceanem Atlantyckim.
San Juan jest najważniejszym portem tego państwa, a także centrum gospodarczym, kulturalnym i turystycznym.
W mieście tym rozwinął się przemysł tytoniowy, cukrowniczy, spirytusowy, włókienniczy, odzieżowy, maszynowy oraz metalowy. Ważny ośrodek turystyki na Antylach.
- Powierzchnia: 112 km²
- Położenie geograficzne: 18°29' N, 66°08' W
- Liczba mieszkańców: 442 447
- Liczba mieszkańców zespołu miejskiego: 2541 tys. (zespół, prócz San Juan, obejmuje miasta: Aguadilla, Arecibo, Bayamon, Caguas, Campanilla, Candelaria, Carolina, Cataño, Cayey, Corozal, Dorado, Guaynabo, Humacao, Levittown, Manatí, Río Grande, Trujillo Alto, Vega Alta i Vega Baja).
- Gęstość zaludnienia: 3 582,5 osób na km²
- Podział miasta: 5 dystryktów: Condado, Hato Rey, Stare San Juan, Rio Piedras, Santurce.

## Historia
Historia miasta zaczęła się w roku 1508, kiedy Juan Ponce de León założył osadę, Caparra (dziś Pueblo Viejo), na zachód od obecnej aglomeracji. Rok później, osada ta została porzucona i utworzono nową pod nazwą Puerto Rico, co znaczy „bogaty port”. W roku 1521, nazwę miejscowości zmieniono na „San Juan”. Była to nazwa, którą Krzysztof Kolumb nadał wyspie, dla uczczenia św. Jana Chrzciciela. W XVI wieku San Juan zostało przekształcone w bastion będący schronieniem dla galeonów przewożących złoto do Europy.
W roku 1595 miasto odpierało ataki angielskiej wyprawy Francisa Drake’a. Hiszpania kontrolowała miasto do roku 1898, kiedy w czasie wojny hiszpańsko-amerykańskiej, dostało się pod rządy USA. Dynamiczny rozwój miasta datuje się na przełom XIX i XX wieku.

## Oświata
Miasto jako stolica Portoryko jest siedzibą dla wielu instytucji szkolnictwa. W mieście znajduje się 136 szkół publicznych prowadzonych przez Departament Edukacji Puerto Rico. Oprócz licznych szkół publicznych znajduje się tu Uniwersytet Portoryko z kampusem Uniwersytetu Medycznego, Uniwersytetu Najświętszego Serca, Politechnika Puerto Rico oraz liczne uniwersytety techniczno-muzyczne. Na terenie San Juan działa także seminarium ewangelickie.

## Zabytki i atrakcje turystyczne
Dzielnica z czasów kolonialnych nazywana Stare San Juan jest pełna zabytków. Na północno-zachodnim cyplu znajduje się El Morro – strategicznie położona hiszpańska forteca, pilnująca kiedyś wejścia do portu. Od El Morro po obu stronach ciągną się umocnienia, m.in. zbudowany w 1539 roku fort Castillo del Morro na samym przylądku, San Cristóbal z XVII wieku na północnym brzegu, chroniąca przed atakami z lądu i na południowym La Fortaleza (El Palacio de Santa Catalina) z 1533 roku. Między tymi dwiema fortecami oddalonymi od siebie o jakieś półtora kilometra znajduje się Stare Miasto wpisane w roku 1983 na Listę Światowego Dziedzictwa Kulturowego i Przyrodniczego UNESCO. Można na nim zobaczyć liczne kościoły (m.in. katedrę św. Jana Chrzciciela z 1525 roku) oraz wiele budynków użyteczności publicznej.

## Zdrowie
W San Juan działa Centrum Medyczne Rio Piedras, oprócz którego w mieście działa osiem szpitali:
- Szpital Miejski w San Juan: Szpital obsługiwany jest przez samorząd miejski San Juan.
- Szpital przemysłowy: To jest szpital dla pracowników rządowych Portoryko, czy to urzędników gminnych, czy rządowych. Zwykle opiekuje się to policjantami i strażakami.
- San Juan Pediatric Hospital – obsługiwany również przez samorząd miejski San Juan.
- Szpital pediatryczny: obsługiwany przez rząd Rzeczypospolitej, jest to główny szpital urazowy w przypadkach pediatrycznych.
- Centro Medico: To główny szpital dla przypadków urazowych w Portoryko i na Karaibach.
- Centro Cardiovascular del Caribe (Karaibskie Centrum Krążenia): Jest to główny szpital operacji na otwartym sercu na Karaibach. Posiada hotel dla rodzin pacjentów.
- Szpital Psychiatryczny: główny szpital psychiatryczny w Portoryko. Prowadzony przez rząd Portoryko.
- Psychiatryczny Szpital Kliniczny: Jest to zarówno szpital, jak i zakład poprawczy. Jest obsługiwany wspólnie przez Departament Korekt i Administrację Usług Medycznych w Puerto Rico.

## Miasta partnerskie
- Honolulu, Stany Zjednoczone
- Cartagena, Kolumbia